# 高橋信三
高橋 信三（たかはし しんぞう、1901年〈明治34年〉8月13日 - 1980年〈昭和55年〉1月19日）は、毎日放送（MBS、現・MBSメディアホールディングス）元代表取締役社長・会長、東京12チャンネル（TX、現・テレビ東京）元取締役。東京都出身。民間放送の創始者の一人。

## 来歴
慶應義塾大学経済学部卒業後、1926年（大正15年）に大阪時事新報社に入社、1928年（昭和3年）毎日新聞社に移り、副主筆などをつとめた後1950年（昭和25年）にMBSの前身である新日本放送（NJB）設立に参加し、常務取締役に就任した。

### 毎日放送の実質創業者
MBSの設立・開局の中心人物として知られる。同局は毎日新聞系とされているが、実際には毎日新聞を依願退職した高橋が個人のコネクションをフルに活用し尽力して開局に漕ぎ着けたものであり、毎日新聞自体は余り積極的に支援しなかった。NJB初代社長として迎えられた杉道助も大阪商工会議所会頭を務めた関西財界の長老格で、会長が空席だったこともあり、社長とはいえ実質会長に近い立場だった。

また、高橋等のラジオ事業が実現味を帯びてきた頃、出遅れた朝日新聞社が大阪地区でのラジオ放送を共同事業にしようと毎日新聞に持ちかけ、大阪財界をも巻き込んである程度成功する見通しが立ったが、高橋が猛反対したためご破算となり、これが朝日放送（ABC）の開局に繋がった。

従って、毎日放送と毎日新聞社との関係が他の在阪放送局と新聞社との関係とは異なり対等であることも、高橋の存在によるところが大きかった。

### MBSテレビ開局
1953年（昭和28年）、NJB専務取締役に昇格。1955年（昭和30年）、大阪テレビ放送（OTV、現在のABCテレビ）をABCとの合弁で設立・開局したものの、当初から独自での開局にこだわり、1958年（昭和33年）近畿圏の民放テレビが4局に増やされる機会を狙って合弁解消を申し入れた。このとき、OTVの引き取り先をめぐってABC社長飯島幡司と杉によるジャンケンによるくじ引きが行われ、その結果OTVはABCに引き取られることが決まる。高橋にとって悲願となる単独でのテレビ開局が実現する形となった。NJBは社名を現在まで続く『毎日放送』に改め、1959年（昭和34年）3月1日、テレビ放送が本放送を開始した。

しかし、MBSテレビは当初希望していたラジオ東京（KRT、現在のTBSテレビ）との東阪間ネットを断られ、またニッポン放送専務鹿内信隆との親交から実現しかけたフジテレビとのネットワークも社長水野成夫が先に開局した大関西テレビ（KTV、現在の関西テレビ）の設立母体だった産経新聞社社長に就いた絡みでKTVに奪われてしまう。結局民間初の教育テレビ局として準備が進められていた日本教育テレビ（NETテレビ。現在のテレビ朝日）との間でのネットワークを組むこととなり、MBSテレビは劣勢を余儀なくされたが、これを機に在阪局随一のキー局を目指し、在京各局と対等に渡り合う体制作りを進めた。

### MBS社長
1961年（昭和36年）、杉の後を受けてMBS第2代社長に就任。同時に取締役会長のポストを設けることにし、毎日新聞社時代からの上司だった同社会長本田親男を初代会長に就けた。

#### 千里丘移転
開局直後、大阪・堂島の毎日大阪会館にあったMBS本社内にはテレビスタジオが3つしかなくしかも比較的小型だった。社長就任の前年（1960年）、アメリカを訪れた高橋はNBCの放送センターを見学し「日本でも市街地から離れた郊外に放送センターを設けるべき」と確信、大阪府吹田市、千里丘陵の広大な敷地を購入して放送センターを設置し、番組製作、報道や営業を強化した。MBSの郊外移転は後に、NHKの東京・代々木への移転に影響を及ぼす。

#### 大正テレビ寄席打ち切り事件
一方で在京局、特にNETに対する対等意識は年々強まり、NET発全国ネット番組のネット受けを拒否する事態にまでなっていった。
1963年（昭和38年）7月、MBSは上演される演芸のスタイルが受け入れられず低視聴率に喘いでいたNET発の『大正テレビ寄席』を打ち切り、グロリア魔法瓶製作所提供の自社制作番組枠とした。10月改編時、NETは『テレビ寄席』と『お笑い劇場』の放送時間を同一にし、逆にMBS発の『サモン日曜お笑い劇場・吉本新喜劇』を打ち切った。

また、『テレビ寄席』が10月改編で当初の水曜日から日曜日に移動したため、空いた水曜日昼枠をMBS制作全国ネット枠とさせ（グロリア魔法瓶提供のまま関西ローカルから昇格）、1965年（昭和40年）の『アフタヌーンショー』立ち上げまで続けた。この枠から生まれたのが『ダイビングクイズ』で、『アフタヌーンショー』のスタートと共に日曜日午後2時台の放送となり、『お笑い劇場』から『がっちり買いまショウ』『素人名人会』と続くMBSの日曜昼間プラチナ枠の掉尾を飾って10年間続いた。
ただし、互いに打ち切り合った時点では、『お笑い劇場』は大正製薬が提供を継続した一方、『テレビ寄席』は当時は日本製麺の提供だったことから、大正製薬・NET・MBS間でどのような扱いが持たれたかは不明。
また、1965年4月から8月まで一時的に独自にサンヨー食品を提供スポンサーとして『タンメンお笑い寄席』に改題の上で『テレビ寄席』を遅れネットしていた（出典：毎日新聞・大阪版、1965年4月17日、テレビ欄広告、及びザ・テレビ欄 大阪版 1964〜1973、テレビ欄研究会）。

#### JRN結成とラジオニュース
1964年（昭和39年）、TBSラジオの『オーナー』のネット受けを行い、同じ毎日資本のRKB毎日放送と共にテレビに先駆けてラジオでTBSと正式にネットワークを結ぶ。1965年（昭和40年）、TBSラジオはこの『オーナー』を基にジャパン・ラジオ・ネットワーク（JRN）を結成。同時にニッポン放送と文化放送主導の全国ラジオネットワーク（NRN）も結成され、MBSラジオは両方に加盟した。ただし、報道についてはJNN協定が兼営局についてはラジオも含めた局単位で適用されるという規定もあって、TBSからのネットニュースはABCラジオに流れることになり、MBSラジオは東京発のニュースも引き続き毎日新聞ニュースを自主制作で放送することとなった。

このとき毎日新聞ニュースの編集権は毎日新聞大阪本社にあったが、1974年（昭和49年）4月1日、TBSの新聞資本整理によりラジオのニュース編集権が移管されたのと同時にMBSに移管される。MBSは開局24年目でニュース取材の完全自主権を獲得し、タイトルから新聞の文字を削除して『毎日ニュース』とするが、これは腸捻転解消後にJNN協定がラジオにも適用されることを見越した、いわば前段階であった。
ただ、JRN結成直前に受け入れたTBS発番組『オーナー』が関西では全く支持されず、ABCラジオはおろか後発のラジオ大阪にも抜かれMBSラジオは聴取率最下位に陥る。これがきっかけで、高橋はより地域色を強めた番組を投入するように指示。TBSからのネット受けを早朝深夜の一部時間帯に限定したり、ABCラジオ（JRN加盟）やラジオ大阪（JRN非加盟）に回したり、番組本編が流れずCMだけネット受け（企画ネット）となるケースも出た。そして1970年代以降、『ありがとう浜村淳です』『ごめんやす馬場章夫です』などのヒットでMBSラジオは復活を遂げることになる。

なお、MBSは両ネットワークの立ち上げ当初はNRN側の番組制作にも積極的に参加していたが、その後文化放送との関係が大きく縮小されていく。主に文化放送が担当していたNRNの全国ネットニュースの大阪地区担当が産経新聞社や同社創業者・前田久吉の資本が入ったラジオ大阪となったことや、文化放送が旺文社を通じてテレビ朝日との関係を強化したことに加え、MBSはNRNを「FOLネット」の延長線上と考えている節があったためで、特に野球中継では1976年（昭和51年）4月改編で日曜日の阪急ブレーブス戦中継を開始したのをきっかけに、1977年から文化放送が制作する週末のNRN全国中継カードのネット受けを打ち切り（週末NRNナイターの関西地区担当をラジオ大阪に移管）、ニッポン放送との相互ネットに切り替えた（日本シリーズでは第1・2・6・7戦のうち、ニッポン放送と交互に全国中継担当カードとなる中継での相互ネットを継続）。その後、2018年のJRNナイターの全国配信廃止に伴い、もともとJRN担当だった金曜日に限り非NRN扱いで文化放送との相互ネットが復活している。

#### テレビ東京支援と相次ぐ打ち切り事件
1968年（昭和43年）、日本科学技術振興財団が免許を受けた「科学テレビ」（別名東京12チャンネル）は民放でありながらCMをまったく放送しないという独自路線のために慢性赤字に陥り、財団は経営破綻寸前になった。在京民放各局が支援のため「科学テレビ協力委員会」を作り、その要請を受けMBSは科学テレビの放送番組制作を請け負う新会社「株式会社東京十二チャンネルプロダクション」(以下東京12チャンネルプロダクションと記載。現在の株式会社テレビ東京）に出資し、高橋も同社の取締役に就任して支援に打って出る。広域独立局という扱いだった科学テレビを首都圏第5の民放局に昇格させて財団から独り立ちさせるとともに、その東京12チャンネルを受け局「東京毎日放送」に生まれ変わらせてMBSのキー局指向を実現に導く狙いであった。
NETはこの動きを見て、MBSがNETとの系列関係を解消する一方でABCがTBS系列にとどまった場合に備え、近畿地方で開局が準備されていた県域独立UHF放送局の系列化を見据えた動きを見せた。実際、京都・神戸に支局を開設した上で、1969年に開局したサンテレビジョン・近畿放送（現：京都放送。ラジオ部門は先行して1951年に開局）を中心とした独立UHF局との相互ネットを行った。

しかし、高橋の狙いは時の内閣総理大臣佐藤栄作や自民党幹事長田中角栄、郵政省（現・総務省）事務次官浅野賢澄 ら政官界の大物に軒並み反対され、TBSや毎日新聞社側も将来の腸捻転解消（ABCのNET系列への、MBSのTBS系へのネットチェンジ）を考えるとMBSのキー局化は支障になると判断。佐藤は「12チャンネル問題の処理には日本経済新聞と東京新聞 を加えるべきで、毎日新聞グループは出てこないでほしい」とも発言した。こうして1968年12月、東京12チャンネルプロダクションの筆頭株主は毎日放送から日本経済新聞社に変わる。このとき日経はMBSのキー局・NETの大株主であった。結果的にMBSの経営面での関与は薄くなるが、高橋はネットワーク解消後も亡くなる1980年まで東京12チャンネルに取締役で在籍して、MBSに取って代わる近畿地区のテレビ東京系列局（現在のテレビ大阪）開局のために支援を続けた。1973年（昭和48年）、正式に総合放送局へ移行した「株式会社東京12チャンネル」を経て現在のテレビ東京ホールディングスに至るまで、MBSは大株主上位10名に名を連ね、安定株主としてテレビ東京の発展を支えている。一方、日経はNETの株を朝日新聞社と旺文社に売却、得た資金を東京12チャンネルの強化につぎ込んだのだった。
1971年（昭和46年）12月31日、NET発の『23時ショー』をMBSは一方的に打ち切った（後述）。しかし、12チャンネルへの支援でキー局指向を高めたMBSは在京局とあらゆる面で互角の勝負ができるほどの総合力をつけており、高橋自身常に前向きで先取りした経営方針を採ったことも奏功した。腸捻転ネット解消直前には在阪局トップの業績を叩き出すまでになった。

#### ラジオ競馬中継のレギュラー化
高橋が社長に就任した1961年当時は、ラジオでの中央競馬の中継は八大競走に限られていた。また、日本短波放送（現・ラジオNIKKEI）の第2プログラム（現・RN2 RaNi Music♪）もまだ開局しておらず、関西テレビによるテレビでの放送も不定期で、京都競馬場、阪神競馬場のレースはどこの放送局でもレギュラー放送されていなかった。そこで高橋は1963年（昭和38年）4月改編で『日曜競馬中継』を立ち上げさせるとともに、日本中央競馬会と掛け合って京都・阪神両競馬場の場内実況を請け負った。これにより現在の『GOGO競馬』までつながるMBSラジオ競馬中継の基礎が確立した。

しかし、1965年（昭和40年）4月改編で日本短波放送第2プログラムが開局し、西日本主場全レースの放送を始めることになったため（『中央競馬実況中継』）、MBSは一旦レギュラー放送を打ち切り、再び八大競走のみとなる。それから5年を経た1970年（昭和45年）、関西の競馬専門紙最大手競馬ブックの社長松井淳からスポンサー就任と解説者派遣の打診を受け、まず土曜日のメインレースを対象にレギュラーの競馬放送が再開された。翌1971年（昭和46年）10月改編で日曜日午後のレギュラー放送『MBS日曜競馬』がスタートすると、MBSラジオの日曜日午後の時間帯は競馬中継が最優先となる。そして、プロ野球セ・リーグの阪神タイガースや当時関西に所在したパ・リーグの3球団（南海ホークス・阪急ブレーブス・近鉄バファローズ）の試合も、日曜日のデーゲームは各球団のいずれかが優勝した場合の日本シリーズや、パ。リーグが2シーズン制時代のプレーオフなどポストシーズンの試合の一部を除き、原則放送しないことになった。

#### 腸捻転解消へ
1974年11月18日、TBS社長の諏訪博が高橋を訪ねる。諏訪はMBSとABCの腸捻転ネットが見過ごせない状況になったと判断、「もしABCがNET系列に移行するならTBSとJNNはMBSの系列入りを諸手を上げて歓迎する」と述べて高橋にネットチェンジへの理解を求めてきた。高橋はこれを受諾。諏訪は直後にABC社長原清に会って「朝日新聞さんとの関係を鑑みればABCはいつかJNNを離れる日が来る。今なら一番円滑に事が進む」と述べて番組ネットの打ち切り、JNNネットワーク協議会と五社連盟からの退会を通告した。1975年（昭和50年）3月31日、MBSテレビはNET（ANN）系列からTBS（JNN）系列に変わり、同時に五社連盟にも参加した。

このネットチェンジで『大正テレビ寄席打ち切り事件』の時その存続に腐心した『日曜お笑い劇場』がスポンサーの大正製薬の意向でABCテレビに移動となる。高橋はMBSの社運をかけたプロジェクトだった吉本新喜劇の放送を何としても続けさせるため取締役テレビ営業局長に昇進していた斎藤に指示して営業部門をフル回転させ、吉本興業ともタッグを組んで新規スポンサーとなる地元企業の獲得に奔走した。結果、TBS発全国ネット番組の絡みで土曜日の午後に移動となりながらも『花月爆笑劇場』のタイトルで存続が決まり、放送時間も拡大することになった。また同時に後続番組だった『買いまショウ』のスポンサー江崎グリコを説得、日曜お笑い劇場の枠が空いた日曜12時台前半に移動させた。

### MBS会長
1977年（昭和52年）、8期16年間務めた社長を退任して代表取締役会長となった。後任には毎日新聞社常務取締役を経験した後副社長に迎えていた坂田勝郎を据えた。しかし、高橋は大阪テレビ時代からの腹心だった斎藤を自身の後継者と考え、将来の社長に据える意向だった。斎藤は当時まだ48歳と社長を任せるには若かったため、適当な年齢になるまでのつなぎ的な役割を坂田に期待した。

同年、古巣で親会社の毎日新聞社が経営危機に陥った際には社友として新会社への出資に応じ、社外役員にも就任。同社の再建に貢献した。
1980年（昭和55年）1月19日、会長在職のまま肝腫瘍のため死去。享年80（満78歳没）。MBSは会長が空席、坂田のワントップとなり75歳と高齢になっていた坂田の負担が重くなる。同年6月の株主総会で、坂田は社長を退任、大阪テレビ経理部長などを務めた高木一見が後任のMBS第4代代表取締役社長となった。斎藤が高橋の遺訓を受けて第5代社長になるのは、それから5年を経た1985年（昭和60年）のことだった。

## 人物

### エログロ排除路線
社長時代は日本民間放送連盟（民放連）の副会長を兼務。
1971年にNETテレビ制作の『23時ショー』のネット受けが打ち切られた ことは、お色気番組を嫌う高潔な性格だった高橋個人の意向が大きく関わったとされる。毎日放送テレビはNET制作の学校放送番組をネットする準教育局という立場でもあり、高橋はNETの路線変更を嫌っていたという。なお同時期、MBSは『バラエティショー 夜の大作戦』（自社発）と『プレイガール』シリーズ（東京12チャンネル発）の相互ネットを行っている。
のちに民放連会長が社長を務める在京局（TBSおよび日本テレビ）がお色気番組を放送すると、高橋は地方局の立場から批判するなど、厳格な放送人として知られるようになった。
大阪テレビ放送（OTV）の時代に高橋の指導を受けた社員が多く在籍していたABCテレビは、『23時ショー』打ち切りの一件のあと、TBSが製作した同種の番組『ナイトUP』のネットを取りやめ、番組自体が打ち切られる事態にまで発展した。その後、『ナイトinナイト』を立ち上げるときも「エロ・グロはやらない。ハダカは一切出さない」 という大原則を決め徹底したり（ナイトinナイト#概要参照）、『トゥナイト』『ウイークエンドドラマ』等のネットを拒否したりするなど、特に厳格な対応をとる路線を続けている。この路線は他局にも波及し、関西テレビ（KTV）はフジテレビ『オールナイトフジ』のネットを拒否した。在阪局のエロ排除路線は他地方にも波及し、日本テレビ系列でも『11PM』が山口放送などの局で軒並み打ち切られるようになった。
高橋の没後は、竹田靑滋が関与したテレビアニメの様に、作品の性質として必要ならば「エロ・グロも厭わず盛り込む」という制作方針を取る事例も現れるようになった。

### 交友関係
阪急グループ総帥の清水雅とは慶應義塾大学時代の同級生であり、南海電気鉄道元社長・会長の川勝傳とは親しい間柄であった。